# Partonopeu de Blois
Partonopeus de Blois é um extenso poema do gênero romântico de cavalaria escrito em francês antigo entre as décadas de 1170 e 1180. Seu autor é desconhecido, ainda que se acredite ter sido Denis Pyramus. Acredita-se, ainda, que essa obra foi de influência para o maior autor romântico em francês antigo, Chrétien de Troyes.